# Resorption
Resorption (von lateinisch resorbere ‚herunterschlucken‘; PPP: resorptum → resorptio ‚das Herunterschlucken‘) bezeichnet die Stoffaufnahme in biologischen Systemen. Bei Menschen und anderen Wirbeltieren ist damit insbesondere die Aufnahme von Stoffen aus dem Nahrungsbrei im Darm während der Verdauung gemeint (zum Beispiel Spaltprodukte von Nahrungsbestandteilen, wie Kohlenhydrate, Proteine und Fette, Vitamine, Mineralstoffe, Wasser, Arzneien, Giftstoffe und andere).
Beim Menschen ist die Resorption (genannt auch Absorption) über Epithelien, vor allem im Dünndarm, von großer Bedeutung. Bei manchen Stoffen (z. B. Salben, Kontaktgiften) kann die Resorption auch über die Haut stattfinden.

## Ablauf
Unterschieden wird zwischen passiver und aktiver Resorption im Dünndarm. Bei der passiven Resorption gelangen Nährstoffbausteine und andere resorbierbare Stoffe durch Diffusion von Orten hoher Konzentration zu solchen niedriger Konzentration. Das geschieht zum Beispiel im Dünndarm, dort hat der Innenraum (Lumen) eine hohe Konzentration an Nährstoffen, die Zellen der Darmschleimhaut (Mucosa) haben eine niedrigere Konzentration. Ohne oder gegen ein Konzentrationsgefälle kann die Aufnahme durch aktive Resorption erfolgen. Dabei werden die zu transportierenden Stoffe mit Hilfe von Transportermolekülen (sog. „Carrierproteine“) oder unter Verbrauch beziehungsweise Spaltung des Energieträgers Adenosintriphosphat (ATP) entgegen dem Konzentrationsgefälle resorbiert.
Grundsätzlich werden nach der Verdauung die Nährstoffbausteine, wie beispielsweise Traubenzucker und Aminosäuren, zunächst in die Zellen der Darmwand (Mucosazellen) resorbiert und von dort aus weiter ins Blut, das als Pfortaderblut zur Leber gelangt, transportiert. Unpolare Stoffe wie Fette werden nach der Resorption in die Mucosazellen weiter in die Lymphe resorbiert.

## Rückresorption
Unter einer Rückresorption versteht man die erneute Resorption bereits ausgeschiedener Substanzen. Die Rückresorption ist die Wiederaufnahme von Soluten und Wasser in ein bereits durchlaufenes Kompartiment.
Der enterohepatische Kreislauf beinhaltet eine Rückresorption der Verdauungssäfte im Darm, insbesondere von Galle. Im engeren Sinne versteht man unter der Rückresorption die tubuläre Rückresorption von Teilelementen des Primärharns (siehe tubulärer Transport) in den Blutkreislauf.
In den Tubuli der Niere, den Nierenkanälchen, findet nach der Filtration in den Glomeruli (also nach der Bildung des Primärharns) eine Rückresorption von Wasser, Glucose und weiteren lebensnotwendigen Stoffen (Reabsorption) aus dem Primärharn zurück ins Blut statt. Dabei wird beispielsweise Glucose aktiv aus dem Primärharn ins Blut reabsorbiert. Diese tubuläre Rückresorption (Verb: rückresorbieren) heißt auch im Englischen reabsorption (Verb: to reabsorb).
Mit der Filtrations-Rückresorptions-Theorie haben Carl Ludwig 1842 und Arthur Robertson Cushny 1917 die Harnbereitung (Uropoese, Bildung von Harn in der Niere) erklärt. Dieser Erklärungsansatz hieß auch Resorptionstheorie (der Harnbereitung).

## Begriffsbestimmungen
Im englischen beziehungsweise internationalen Sprachgebrauch werden ausschließlich die Begriffe absorption und reabsorption für die oben beschriebenen Vorgänge benutzt. Dies hat sich zum Teil auch im deutschen Sprachgebrauch etabliert. Durch die Vorsilbe re- (= „zurück“) kommt es bei dem Wort Rückresorption zu einer sowohl uneleganten als auch irreführenden Wortbildung. Deshalb plädieren heute viele Physiologen für die konsequente Einführung des englischen Begriffspaares in den deutschen Sprachraum. So würden beispielsweise Stoffe aus dem Darmlumen absorbiert und aus den Nierenkanälchen ins Blut reabsorbiert.
Mitunter werden die Begriffe Resorption und Reabsorption synonym gebraucht.

## Pädiatrie
In der Kinderheilkunde gibt es die Fachbegriffe fetale Resorption und embryonale Resorption. Darunter versteht man die Auflösung (im Fruchtwasser in der Gebärmutter) eines abgestorbenen Fetus (bis zur neunten Schwangerschaftswoche) beziehungsweise Embryos (ab der neunten Woche). Zum Beispiel bei Zwillingsschwangerschaften und besonders in der Frühschwangerschaft kann so in sehr seltenen Fällen einer der beiden Föten resorbiert werden.